# Tailings
Als Tailings (englisch) bezeichnet man im Bergbau feinkörnige Rückstände aus der Aufbereitung von Erzen, die zumeist in Form von Schlämmen vorliegen. Sie werden in der Nähe der Bergwerke oder Aufbereitungsanlagen gelagert, meist in großen, mit Dämmen abgetrennten Absetzbecken  oder Schlammteichen.

## Wortherkunft und Wortgebrauch
Im Englischen sind tailings Rückstände, die bei Verarbeitungsvorgängen wie Zermahlen oder Destillieren anfallen können. Es handelt sich um eine Wortbildung zu englisch tail („Schwanz“), wobei hier das „hintere Ende“ der Verarbeitung gemeint ist, an dem die Rückstände anfallen. Das englische Wort tailings wird vor allem im Kontext der Erzaufbereitung verwendet, zum Beispiel für Rotschlamm (englisch bauxite tailings oder red sludge), der bei der Gewinnung von Bauxit als Rückstand anfällt; es wird aber auch bei der Verarbeitung beispielsweise von Getreide verwendet.
Wie im Englischen ist Tailings auch im Deutschen ein Pluralwort. Innerhalb von Wortzusammensetzungen kann das Plural-s allerdings entfallen. Beispielsweise wird neben Tailingsbecken auch die Wortform Tailingbecken mit etwa gleicher Häufigkeit verwendet. Ebenso wird im Englischen neben tailings pond (deutsch „Tailingsbecken“) auch die Wortform tailing pond verwendet.
In einem ausführlichen BVT-Merkblatt des Umweltbundesamtes zum Management von Bergbauabfällen wurde englisch tailings mit Aufbereitungsrückstände übersetzt.

### Begriffsabgrenzung
Zu trennen ist der Begriff vom Abraum, welcher das taube Gestein bezeichnet, welches im Zuge des Bergbaus entfernt wurde, jedoch üblicherweise nur mechanisch und nicht chemisch bearbeitet wurde. Dennoch können auch Abraum- oder Bergehalden ökonomische und ökologische Probleme verursachen. Beim Tagebau werden auch über dem abzubauenden Rohstoff befindliche Materialien (Deckgebirge) sowie zwischen Flözen gelegene Zwischenmittel abgeräumt. Soweit es sich dabei um fruchtbaren Mutterboden (z. B. Löß) handelt, wird dieses Material für eine spätere Rekultivierung gelagert, die weit überwiegende Mehrheit wird jedoch verkippt oder zur Verfüllung von Tagebaurestlöchern genutzt. 
Ebenfalls ähnlich aber nicht deckungsgleich ist der Begriff Schlacke, der zumeist einen metallurgischen Rest- oder Abfallstoff bezeichnet. Teilweise kann diese als Sekundärrohstoff (zum Beispiel als Baumaterial) sinnvoll verwendet werden, oftmals lassen angesichts der Belastung mit diversen Schadstoffen die Regularien jedoch ausschließlich die Deponierung zu.

## Umweltgefährdung
Mengenmäßig besonders bedeutsam sind insbesondere Rotschlamm (aus dem Aluminiumabbau) und Phosphorgips (aus der Phosphatgewinnung). Bei ersterem ist vor allem dessen hoher pH-Wert problematisch, da er Schwermetalle in wasserlösliche Formen überführt, die bei neutralem pH-Wert nicht wasserlöslich sind. Phosphorgips hingegen ist – je nach Herkunft – durch seine Belastung mit Radium ein TENORM-Problem. Hier sind insbesondere die Vorkommen in Florida zu nennen, welche dort in immer größeren Deponien gelagert werden, da keine andere Nutzung ökonomisch und legal möglich ist.
Die Schwierigkeit bei der Lagerung der Tailings besteht darin, dass die zuvor unter der Erde im Gestein gebundenen Schadstoffe nun zerkleinert – und oft auch chemisch aufgeschlossen und dadurch bioverfügbar – sind und sich an der Erdoberfläche befinden. Damit sind sie wesentlich mobiler und gelangen leichter in die Umwelt.

### Chemikalien und Ressourcenverbrauch
Die Lagerung von Tailings in Absetzbecken kann mit einer hohen Umweltbelastung verbunden sein, da die Erzaufbereitungsrückstände in den Schlämmen auch giftige Stoffe wie Quecksilber und Arsen enthalten können. Ein Teil der giftigen Substanzen gelangt durch Wind und Wetter aus den Absetzbecken in die Umwelt. Insbesondere im Zusammenhang mit Säurebildung durch Oxidation des Gangartminerals Pyrit  besteht die Gefahr, dass die belastete Flüssigkeit in den Boden versickert oder in Flüsse und Seen gelangt (siehe Saure Grubenwässer). Auch bei sehr niedrigen pH-Werten sind einige in neutralem Wasser kaum oder gar nicht lösliche Schwermetalle wasserlöslich, was deren Verbreitung in saurem Wasser deutlich beschleunigt. Vögel und andere Tiere können schwere Gesundheitsschäden erleiden, wenn sie aus Absetzbecken trinken. Zudem bringen sie dadurch Schadstoffe in die Nahrungskette ein, welche sich im schlimmsten Fall in selbiger schrittweise anreichern. 
Außerdem werden durch die Lagerung in Absetzbecken, die teilweise viele Quadratkilometer einnehmen, natürliche Flächen und große Mengen von Wasser verbraucht. Moderne Aufbereitungstechniken bieten die Möglichkeit, die festen Partikel aus den Schlämmen abzutrennen und sie trocken an der Erdoberfläche zu lagern. Durch die damit verbundene Zurückgewinnung des Prozesswassers wird der Wasser- und Platzbedarf enorm reduziert und die Umweltgefährdung reduziert. Allerdings hat auch die trockene Lagerung Nachteile, wenn durch fehlende oder unzureichende Abdeckung der Deponie Stäube durch den Wind verfrachtet werden. Dies ist insbesondere in ariden Gegenden ein Problem.

### Dammbrüche
Katastrophale Schäden können entstehen, wenn die Eindämmung eines Absetzbeckens versagt. Beispiele für Dammbrüche aus jüngerer Zeit:
- Oktober 2010: Kolontár-Dammbruch in Ungarn mit 10 Todesopfern
- August 2014: Mount-Polley-Dammbruch in Kanada
- November 2015: Dammbruch von Bento Rodrigues in Brasilien mit 19 Todesopfern
- Januar 2019: Dammbruch von Brumadinho in Brasilien mit mindestens 270 bestätigten Todesopfern (Stand November 2023)[13]

Aufgrund der bisher aufgetretenen Dammbrüche werden heute hohe Anforderungen an die Auslegung, den Bau und den Betrieb der Absetzbecken gestellt. Diese sind jedoch von den Gesetzen der jeweiligen Länder und deren Fähigkeit und Bereitschaft, diese auch durchzusetzen, abhängig, sodass nach wie vor nicht hinreichend gesicherte Dämme und Tailings-Teiche existieren.

### Tailings im Uranbergbau
Auch bei der Aufbereitung von Uranerz entstehen schlammartige Rückstände, die Tailings genannt werden. Ihre Menge korreliert direkt mit der Masse des verarbeiteten Erzes, daher fallen weltweit jährlich viele Millionen Tonnen dieser schwach radioaktiven Tailings an. Beim inzwischen immer weiter verbreiteten Verfahren des in-situ-leaching wird das Uran mittels einer Lösungsflüssigkeit direkt aus dem Gestein gelöst – Zerfallsprodukte wie Radium sind in dieser Flüssigkeit nicht löslich (z. B. Radiumsulfat bei Verwendung von Schwefelsäure) bzw. können mit den Verfahren, die zur Gewinnung des Urans dienen, nicht gefällt werden, und verbleiben daher in der Lagerstätte oder werden mit dem Lösungsmittel zurück gepumpt, wenn dieses wieder verwendet wird.
Trotz der Abtrennung des Urans enthalten die Tailings beim „konventionellen“ Bergbau immer noch den größten Teil der ursprünglich im Gestein vorhandenen Aktivität. Es handelt sich vor allem um die Nuklide Radium-226, Radon-222 und Blei-210 aus der Zerfallsreihe von Uran-238. Die auf eine Masseneinheit bezogene spezifische Aktivität ist jedoch im Vergleich zu vielen anderen schwachradioaktiven Abfallprodukten gering. Unmittelbare Gesundheitsschäden sind bei sachgemäßer Lagerung daher nicht zu erwarten. Während von der Entdeckung des Radiums bis zu den späten 1930er Jahren (als die Entdeckung der Kernspaltung schlagartig einen seither anhaltenden Bedarf an Uran erzeugte) selbiges der bedeutend wertvollere Anteil von Uranerzen war, und das Uran oftmals in den Tailings landete, bestehen heute keine Anwendungen von Radium mehr, welche dessen Extraktion aus Tailings ökonomisch rechtfertigen würden. Ein Grund dafür ist auch, dass künstliche Radionuklide aus Teilchenbeschleunigern und Kernspaltungsreaktoren inzwischen natürliches Radium mehr oder weniger vollständig aus seiner einstigen Verwendung als Radiopharmakon verdrängt haben.
Eine Endlagerung der Inhalte der Absetzbecken kann aufgrund deren Ausmaße nur vor Ort erfolgen. Am Beispiel der Sanierung der ehemaligen Betriebsstätten der SDAG Wismut in Thüringen und Sachsen zeigt sich, wie das vonstattengeht. Durch Trockenlegung, Abdeckung und Renaturierung der Tailings wurde das Risiko der Wettererosion ausgeschlossen. Da eine Abdichtung unterhalb der Tailings nicht erfolgen konnte, bleibt das Risiko des Versickerns radioaktiver Stoffe in den Untergrund. Daher werden engmaschige Umweltkontrollen und Grundwasseraufbereitung durchgeführt.